# Bathytoma tippetti
Bathytoma tippetti é uma espécie de gastrópode da família Borsoniidae.